# Glenea loosdregti
Glenea loosdregti là một loài bọ cánh cứng trong họ Cerambycidae. Loài này được phát hiện tại Lào.